# مايك جاكسون (مصور)
مايك جاكسون (بالإنجليزية: Mike Jackson)‏ هو مصور بريطاني، ولد في 1966.